# باتريك دين
باتريك دين (بالإنجليزية: Patrick Deane)‏ هو لاعب كرة قدم بريطاني، ولد في 16 أبريل 1990 في اسكتلندا في المملكة المتحدة. لعب مع دارلينجتون إف سى ونادي هيبرنيان.

## وصلات خارجية
- باتريك دين على موقع Soccerbase.com (لاعب) (الإنجليزية)
- باتريك دين على موقع Soccerway.com (الإنجليزية)